# أليكس دوس سانتوس غونسالفيس
أليكس دوس سانتوس غونسالفيس (بالبرتغالية: Alex dos Santos Gonçalves‏) هو لاعب كرة قدم برازيلي في مركز الهجوم، ولد في 20 مايو 1990 في تيكسيرا دي فريتاس في البرازيل. لعب مع جامعة كلوج وسي إس باندوري تارغو جيو وكونكورديا كياجنا وموريرينسي ونادي إنترناسيونال ونادي تومبينس ونادي فلومينينسي ويني ملطية سبور.

## وصلات خارجية
- أليكس دوس سانتوس غونسالفيس على موقع اتحاد تركيا (لاعب) (الإنجليزية)
- أليكس دوس سانتوس غونسالفيس على موقع قاعدة بيانات كرة القدم.إي يو (الإنجليزية)
- أليكس دوس سانتوس غونسالفيس على موقع Soccerway.com (الإنجليزية)
- أليكس دوس سانتوس غونسالفيس على موقع عالم كرة القدم.نت (الإنجليزية)
- أليكس دوس سانتوس غونسالفيس على موقع AS.com (الإسبانية)